# Гергард Гайн
Гергард «Герд» Франц Гайн, при народженні — Філіппчик (нім. Gerhard „Gerd“ Franz Hein (Philippczyk); 9 липня 1916 — 6 червня 2006) — німецький офіцер, обербаннфюрер Гітлер'югенду, штурмбанфюрер СС, оберстлейтенант резерву вермахту (квітень 1945). Кавалер Лицарського хреста Залізного хреста з дубовим листям.

## Біографія
У 1936/38 роках проходив строкову службу в піхоті. В 1939 році призваний в 209-й піхотний полк 58-ї піхотної дивізії і призначений командиром взводу. Учасник Польської і Французької кампаній, а також Німецько-радянської війни. З листопада 1941 року — командир 5-ї роти свого полку. В жовтні 1942 року переведений в Імперську інспекцію Гітлер'югенду, займався організацією допризовної військової підготовки. З травня 1944 року — командир місцевих формувань при верховному комісарі оборони Адріатичного узбережжя. З серпня 1944 року — командир 1-го батальйону 26-го моторизованого полку 24-ї танкової дивізії. 9 січня 1945 року під час боїв у Арденнах був тяжко поранений. Після одужання в лютому 1945 року прийняв командування 26-м моторизованим полком, з яким воював в Угорщині. 16 березня 1945 року переданий у розпорядження ОКГ. Потім він був зарахований у штаб Карла Деніца. В травні 1945 року інтернований британськими військами. В жовтні 1948 року звільнений.

## Нагороди
- Медаль «У пам'ять 1 жовтня 1938 року»
- Залізний хрест
  - 2-го класу (23 червня 1940)
  - 1-го класу (27 червня 1940)
- Лицарський хрест Залізного хреста з дубовим листям
  - лицарський хрест (3 вересня 1940)
  - дубове листя (№ 120; 6 вересня 1942)
- Штурмовий піхотний знак в сріблі (1941)
- Нагрудний знак «За поранення»
  - в чорному (1941)
  - в сріблі (1942)
  - в золоті
- Медаль «За зимову кампанію на Сході 1941/42»
- Премія Клаузевіца (1942)
- Золотий почесний знак Гітлер'югенду (1943)
- Хрест Воєнних заслуг 2-го і 1-го класу з мечами
- Німецький хрест в сріблі (9 січня 1945)